# 1961 en Alberta
Chronologie de l'Alberta
- 1957
- 1958
- 1959
- 1960
- 1961
- 1962
- 1963
- 1964
- 1965

Cette page concerne des événements qui se sont produits durant l'année 1961 dans la province canadienne de l'Alberta.

## Politique
- Premier ministre : Ernest Manning du Crédit social
- Chef de l'Opposition : Il n'y aurait pas de chef de l'opposition de 1959 à 1963
- Lieutenant-gouverneur :  John Percy Page.
- Législature :

## Naissances
- Jennifer Angus, née en 1961 à Edmonton, artiste, professeure et auteure canadienne.

- 7 janvier : Rod Buskas (né à Wetaskiwin), joueur professionnel canadien de hockey sur glace. Il évoluait au poste de défenseur[1].
- 13 janvier : Kelly Hrudey (né à Edmonton), joueur professionnel canadien de hockey sur glace qui évoluait au poste de gardien de but[2].
- 18 janvier : Mark John Douglas Messier (né à Saint Albert), joueur de hockey sur glace qui passa 25 ans au sein de la LNH (1979-2004) avec les Oilers d'Edmonton, les Rangers de New York et les Canucks de Vancouver. Messier joua également dans l'Association mondiale de hockey avec les Racers d'Indianapolis et les Stingers de Cincinnati. Il est considéré comme l'un des meilleurs joueurs et leader de l'histoire de la ligue. Son frère, Paul Messier, et ses cousins Mitch Messier et Joby Messier, ont également joué au plus haut niveau au hockey sur glace.

- 21 février : Rhonda Ann Sing (née à Calgary et morte 27 juillet 2001 à Calgary[3],[4]) aussi connue sous le nom de Bertha Faye, catcheuse (lutteuse professionnelle). Bien que d'origine canadienne et qu'elle ait lutté pendant une courte période aux États-Unis à la fin des années 1990, elle a passé la majorité de sa carrière et acquis la célébrité au Japon, où elle luttait sous le pseudonyme de Monster Ripper.
- 28 février : Rae Dawn Chong, née à Edmonton, actrice canado-américaine.

- 16 mars : Todd McFarlane, auteur de bandes dessinées canadien né  à Calgary.

- 7 avril : Chris Stewart (né à Red Deer), entraîneur professionnel canadien de hockey sur glace.

- 1 mai : Clint Malarchuk, né à Grande Prairie[5], gardien de but professionnel canadien de hockey sur glace devenu entraîneur. Malarchuk est également connu pour avoir survécu à un grave accident sur glace en 1989 au cours duquel il a eu la jugulaire coupée et qui a par la suite entrainé la modification de l'équipement obligatoire des gardiens[6].

- 8 mai : 
  - Ronald (Ron) D. Cannan (né à Edmonton), journaliste et homme politique canadien
  - David Winning, réalisateur, acteur, producteur, scénariste, monteur et directeur de la photographie canadien né à Calgary.
- 12 mai : Bruce McCulloch, acteur, réalisateur et scénariste canadien, né à Edmonton.
- 23 mai : David Michael Babych, dit Dave Babych (né à Edmonton ), joueur professionnel canadien de hockey sur glace. Il évolue au poste de défenseur[7].

- 9 juin : Michael Andrew Fox, dit Michael J. Fox, acteur, auteur, producteur et activiste canado-américain né  à Edmonton.

- 8 juillet : Kelly Kryczka, née à Calgary, pratiquante de nageuse synchronisée canadienne.
- 20 juillet : Sandra Jenkins (née à Edmonton), curleuse canadienne.

- 11 août : Felix Belczyk, né à Calgary, ancien skieur alpin canadien qui a notamment participé aux Jeux olympiques d'hiver de 1988 ainsi qu'à ceux de 1992.

- 22 septembre : Brian Ford (né à Edmonton), ancien gardien de but professionnel de hockey sur glace.

## Décès
- 15 juillet : John Edward Brownlee, premier ministre de l'Alberta.